# Aïssa Boudechicha
Aïssa Boudechicha (sinh ngày 13 tháng 4 năm 2000) là một cầu thủ bóng đá chuyên nghiệp người Algérie hiện tại đang thi đấu ở vị trí hậu vệ cánh trái cho câu lạc bộ MC El Bayadh.

## Sự nghiệp thi đấu

### CA Bordj Bou Arréridj
Boudechicha bắt đầu sự nghiệp thi đấu tại câu lạc bộ OBM Medjana, trước khi gia nhập CA Bordj Bou Arréridj, nơi anh dành 7 năm chơi bóng tại đó.

### Bordeaux
Ngày 30 tháng 8 năm 2019, Boudechicha ký bản hợp đồng 4 năm với câu lạc bộ Bordeaux tại Ligue 2.

### MC El Bayadh
Tháng 8 năm 2023, anh gia nhập câu lạc bộ MC El Bayadh.